# Лущевский, Ян Павел
Ян Павел Лущевский (пол. Jan Paweł Łuszczewski; 26 июня 1764, поблизости от Сохачева — 4 июля 1812, Варшава) — польский государственный деятель, министр внутренних дел Герцогства Варшавского (1807—1812).

## Биография
Родился в 1764 году в семейной усадьбе поблизости от Сохачева. Выходец из шляхетского рода Лущевских герба Корчак. 
Учился в пиаристской школе в Варшаве. В 1784 году занял должность старосты Сохачевского. В 1785–1795 годах был кабинет-секретарём Кабинета короля Станислава Августа Понятовского. Активно участвовал в Четырёхлетнем сейме в качестве секретаря, и, одновременно, депутата от Сохачева. Вёл журнал заседаний, который затем опубликовал в четырёх томах (дневник содержит запись 71 заседания со дня открытия до 6 марта 1789 года). В дальнейшем продолжал вести записи заседаний и сохранил их в дальнейшем в эпоху постигших Польшу неурядиц.
Поддерживал Конституцию 3 мая, произносил в её защиту речи в Сенате. 
После Третьего раздела Польши поселился в своём имении под Сохачевом, где занимался сельским хозяйством. С 1800 года состоял членом  Варшавского общества друзей науки.
В конце 1806 года, когда французские войска после поражения Пруссии вошли на территорию Польши, одним из первых перешёл на сторону французов. В созданной в январе 1807 года Правящей комиссии Герцогства Варшавского занял должность старшего секретаря. 
В октябре 1807 года занял пост министра внутренних дел Герцогства Варшавского. На этой должности отвечал за управление государственным имуществом. Лущевский создал Главное управление народного имущества и лесов и передал вопросы снабжения армии военному министерству. Лущевский также стремился уменьшить задолженность герцогства. Тем не менее, Лущевский не был популярен в польском обществе, из-за его, как считалось, излишне профранцузских взглядов и плохих отношений с польским католическим духовенством. Однако, номинальный герцог Варшавский, король Саксонии Фридрих Август I, и посол Франции, аббат Прадт, поддерживали его. 
В 1809 году Лущевский стал кавалером ордена Святого Станислава. В том же году (?) был награждён орденом Белого Орла. Ещё с 1807 года был кавалером ордена Почётного легиона. 
Известный деятель польского масонства, Лущевский в 1789 году стал секретарём Великого Востока Польши, а в период Варшавского герцогства вошёл в состав Верховного капитула.
Лущевский был женат дважды и имел трёх сыновей и двух дочерей.
Скончался Лущевский в 1812 году и был похоронен в церкви Капуцинов в Варшаве.

## Публикация Лущевского
- Diariusz Sejmu Ordynaryjnego ...rozpoczętego roku pańskiego 1788, t. 1-2, Warszawa 1788–1790.